# Ceratostoma foliatum
Ceratostoma foliatum là một loài medium to ốc biển cỡ lớn, là động vật thân mềm chân bụng sống ở biển trong họ Muricidae, họ ốc gai.
This species lives miền đông [[Thái Bình Dương.